# Peramaa
Peramaa este o arie protejată (arie specială de conservare — SAC, sit de importanță comunitară — SCI) din Estonia întinsă pe o suprafață de 29,3 ha, integral pe uscat.

## Localizare
Centrul sitului Peramaa este situat la coordonatele 58°14′24″N 27°14′55″E / 58.2401°N 27.2487°E.

## Înființare
Situl Peramaa a fost declarat sit de importanță comunitară în aprilie 2004 pentru a proteja 1 specie de plante. Situl a fost protejat și ca arie specială de conservare în septembrie 2005.

## Biodiversitate
Situată în ecoregiunea boreală, aria protejată conține 1 habitat natural: Păduri caducifoliate de mlaștină fino-scandinave.
La baza desemnării sitului se află o specie protejată de  plante: Cinna latifolia.